# Serviette hygiénique

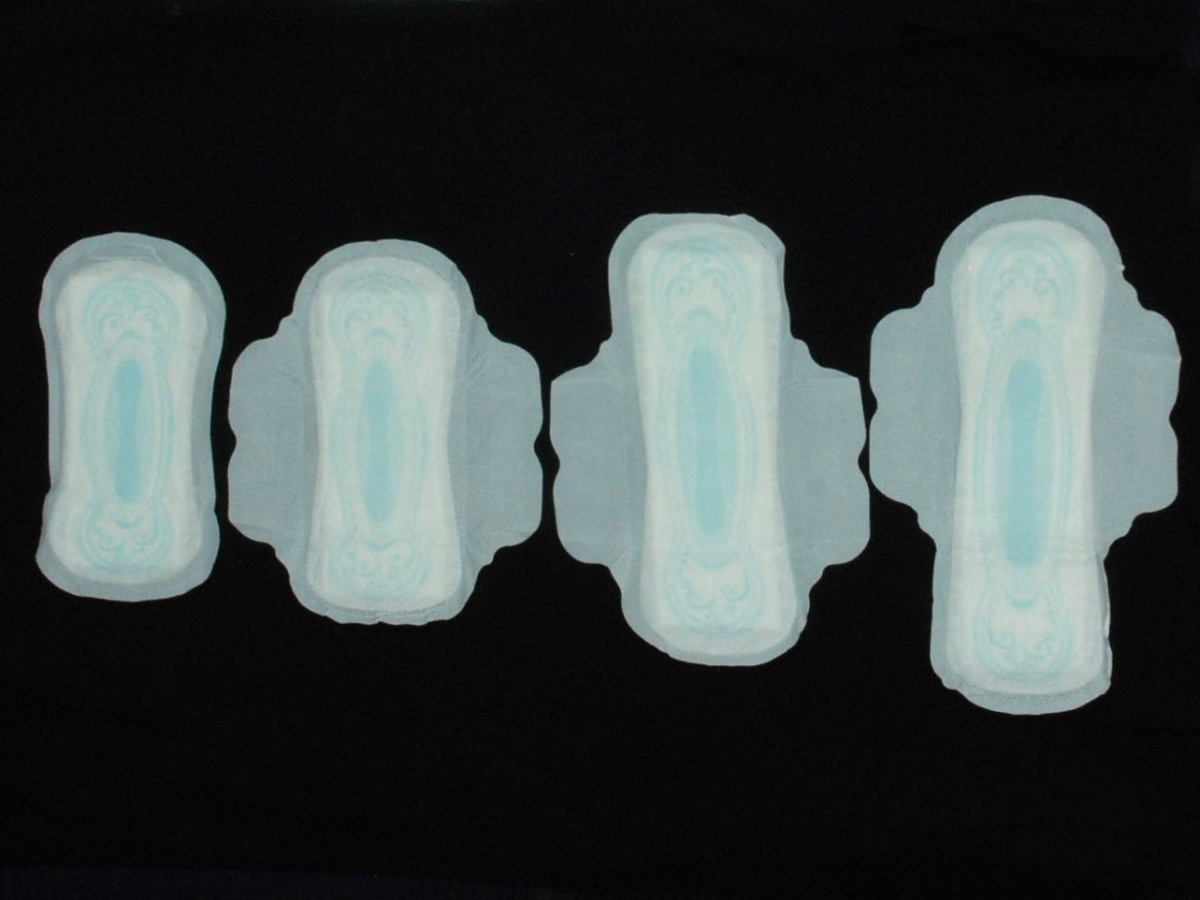
À gauche, un modèle de serviette hygiénique sans ailettes, suivi par trois modèles de serviettes hygiéniques avec ailettes.

Une serviette hygiénique est une protection hygiénique externe principalement destinée à absorber les flux sanguins issus des menstruations, mais aussi consécutifs à une intervention chirurgicale du vagin ou du col de l'utérus ou encore après un accouchement. Contrairement au tampon hygiénique, il s'agit d'une protection externe qui se fixe sur les sous-vêtements de type culotte. 
Certaines serviettes hygiéniques, mais aussi les couches pour bébé, sont conçues avec des super-absorbants, produits chimiques permettant une meilleure absorption mais qui peuvent causer des effets indésirables.

## Histoire

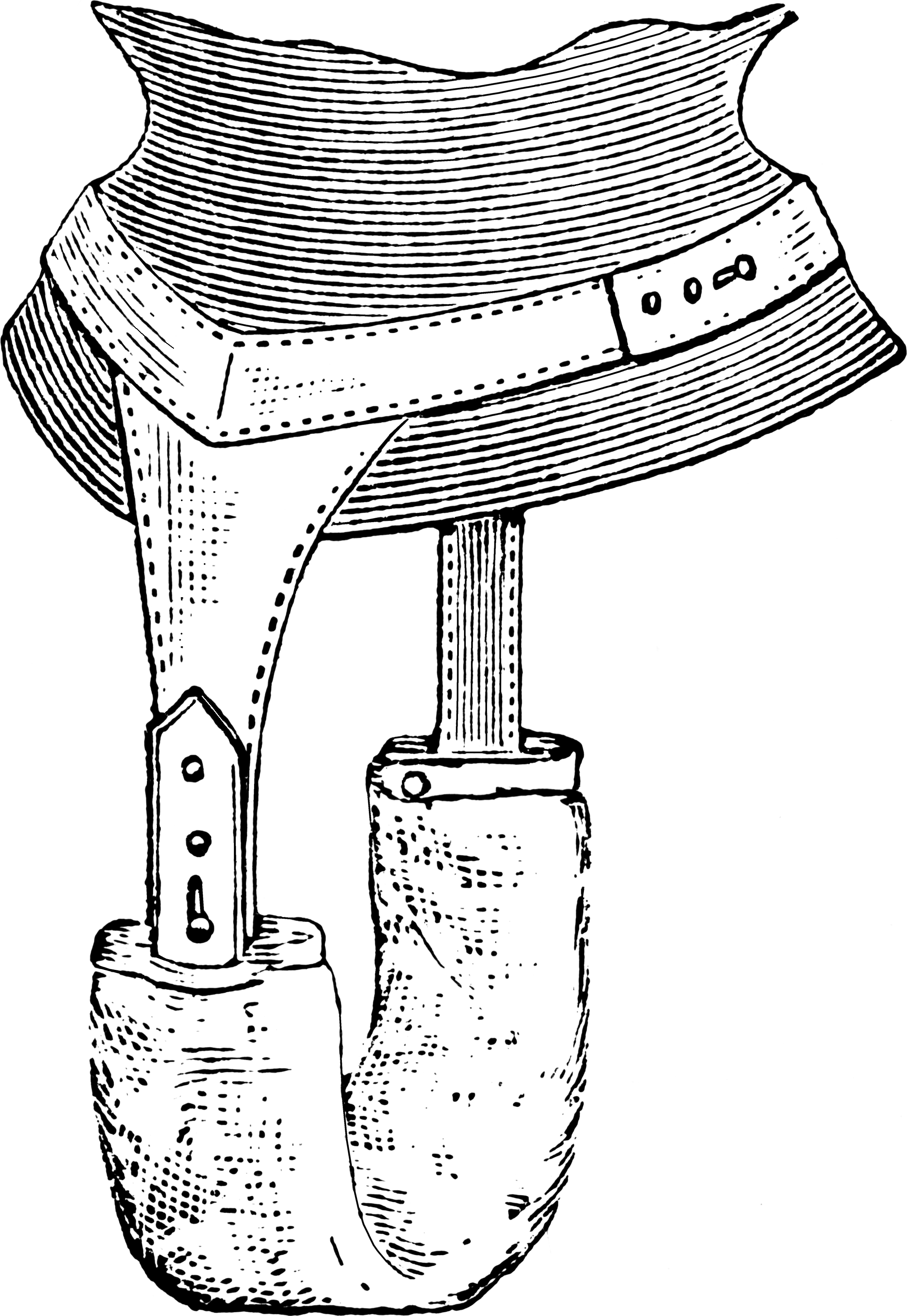
Illustration de catalogue de réclame pour un dispositif de protection hygiénique (1905).

En 1800, des « sacs à chiffons » précurseurs des serviettes hygiéniques font leur apparition[réf. nécessaire].
En 1896, la première serviette hygiénique est commercialisée aux États-Unis, par Johnson & Johnson, toutefois sans se populariser.
Les serviettes sont produites industriellement après la Première Guerre mondiale. En effet, les infirmières utilisaient les bandages pour absorber le flux menstruel. La société Kimberly-Clark s'en inspire pour commercialiser son premier modèle de serviette hygiénique nommé Kotex en 1921, en même temps que Johnson & Johnson lance le modèle Modess. Elles sont alors amovibles, et se fixent grâce à des épingles ou des ceintures qui se fixent à la taille. L'apparition d'une bande adhésive permettant de se passer d'épingles survient une cinquantaine d'années plus tard.
Pendant la Seconde Guerre mondiale, les femmes fabriquaient elles-mêmes leurs serviettes hygiéniques avec un morceau de vieille serviette éponge plié en trois. Un ruban cousu sur la ligne médiane permettait de fixer la serviette avec des épingles de sûreté à une ceinture portée à même la peau. Ces serviettes étaient surnommées « drapeaux », car elles étaient étendues sur les fils à linge pour sécher, comme des oriflammes.
Un brevet portant sur une hygiénique a été posé en 1957 par Mary Kenner .

## Description

Une serviette hygiénique moderne jetable avec des ailettes.

La serviette hygiénique consiste en une bande d'une largeur proche de celle de la vulve, bande plus ou moins longue et épaisse selon les besoins en absorption. Elle s'attache au sous-vêtement avec une bande adhésive par exemple pour les serviettes jetables, ou par des bouton-pressions qui permet à la serviette d'entourer la culotte. La serviette hygiénique jetable se fixe généralement grâce à une bande adhésive sur le sous-vêtement et peut également comporter des ailettes adhésives sur ses côtés.
En général la serviette se divise en trois parties : le dessus qui est fait pour rentrer en contact avec la vulve et absorbe le sang, retenu dans la couche intermédiaire de la serviette, le dessous qui doit empêcher le sang de couler et qui est au contact du sous-vêtement.

### Composition des serviettes
Les serviettes jetables sont principalement composées de matières synthétiques (plastiques et polymères de synthèse) et de fibres de bois ou de coton. Les voiles sont composés de plastique, tandis que les polymères de synthèses sont employés pour former le gel absorbant des serviettes. Certaines serviettes hygiéniques peuvent comporter des parfums ou des colorants, d'autres peuvent être blanchies au chlore. 

### Serviette hygiénique lavable
Commercialisées ou confectionnées à la main, les serviettes hygiéniques lavables sont généralement composées d'une bande de coton dessus, d'un insert en tissu absorbant ou en fibre de bois à l'intérieur et d'un tissu anti-fuite dessous. Deux systèmes existent : les « tout en un » ou les « systèmes avec inserts »[réf. nécessaire].

## Utilisation

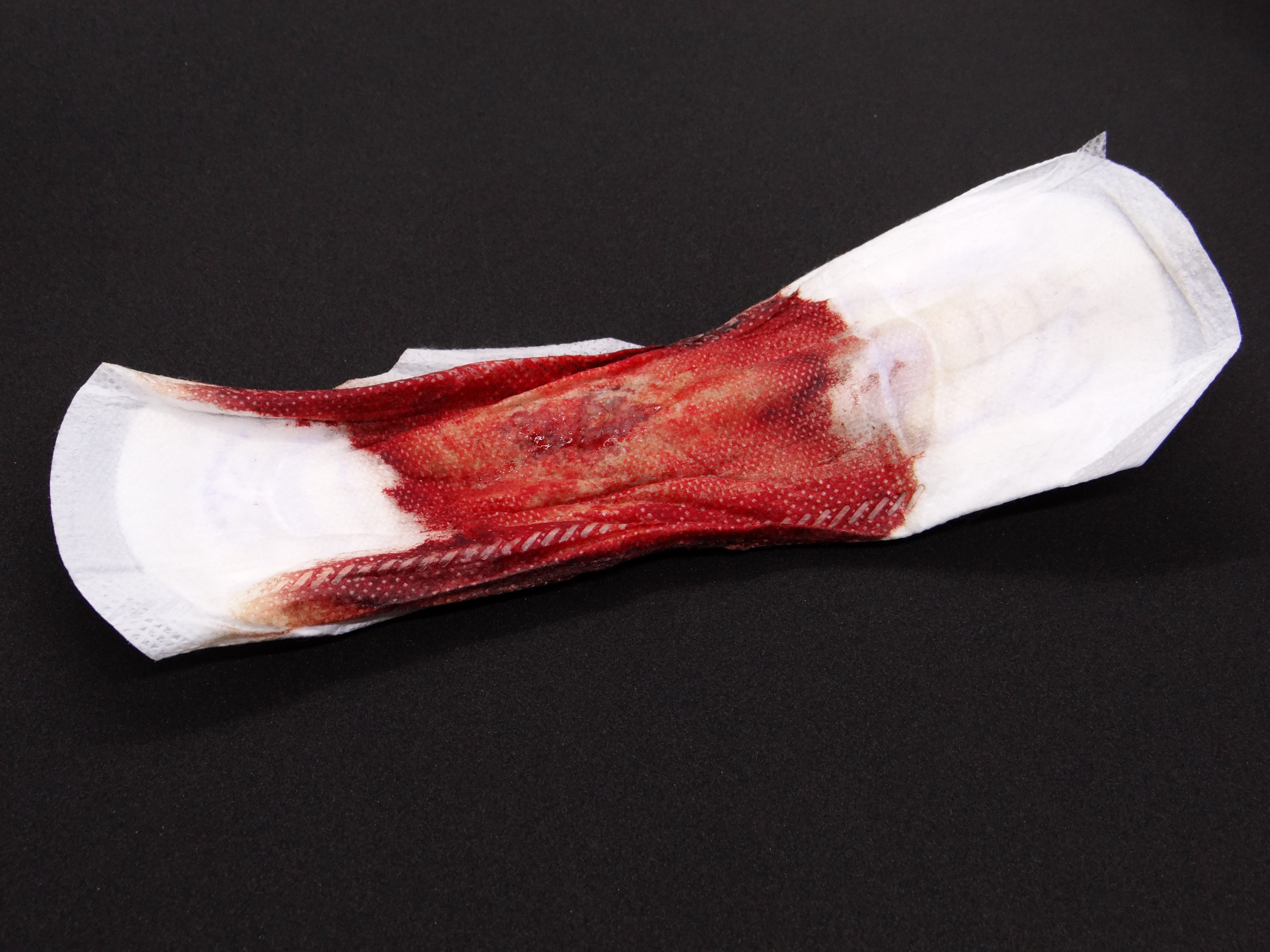
Une serviette hygiénique usagée.

La serviette se fixe sur le sous-vêtement selon des systèmes différents (bande adhésive, boutons-pressions, épingles à nourrice...) en période de règles, de fuites urinaires, lors d'un retour de couches ou une opération qui cause des écoulements sanguins.
La serviette jetable recueille le sang qui s'écoule du vagin et nécessite d'être changée toutes les trois à cinq heures, et une serviette lavable se change une fois remplie juste avant d'être mise à tremper et nettoyée.

### Drogue
En Indonésie les serviettes périodiques sont utilisées comme « drogue des rues ». En faisant bouillir les serviettes, le gel est récupéré pour être bu afin d'obtenir un effet planant.